# Callarge sagitta
Callarge sagitta är en fjärilsart som beskrevs av John Henry Leech 1890. Callarge sagitta ingår i släktet Callarge och familjen praktfjärilar. Inga underarter finns listade i Catalogue of Life.